# النقعة

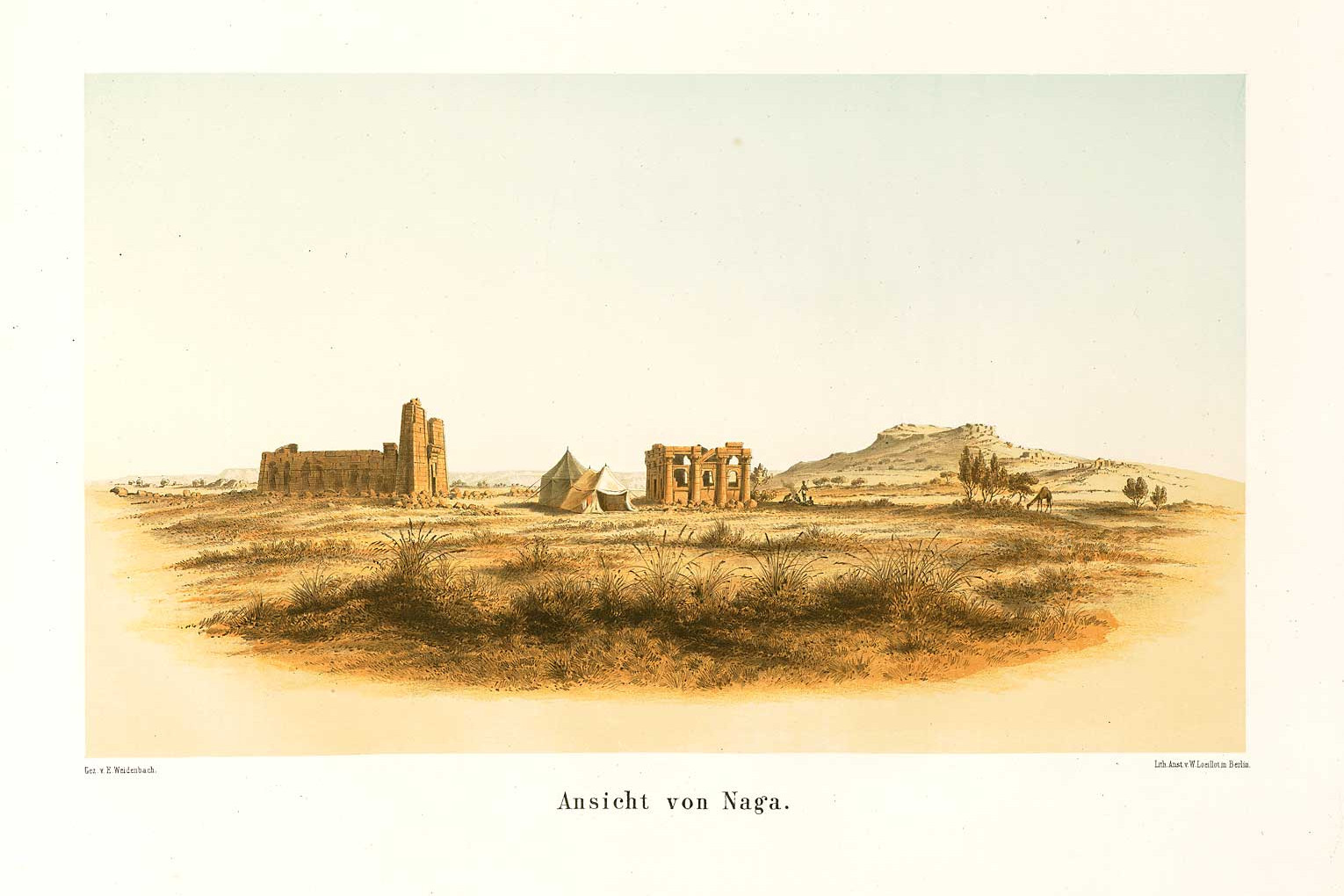
رسوم توضيحية للنقعة من بعثة كارل بسيوس 1843

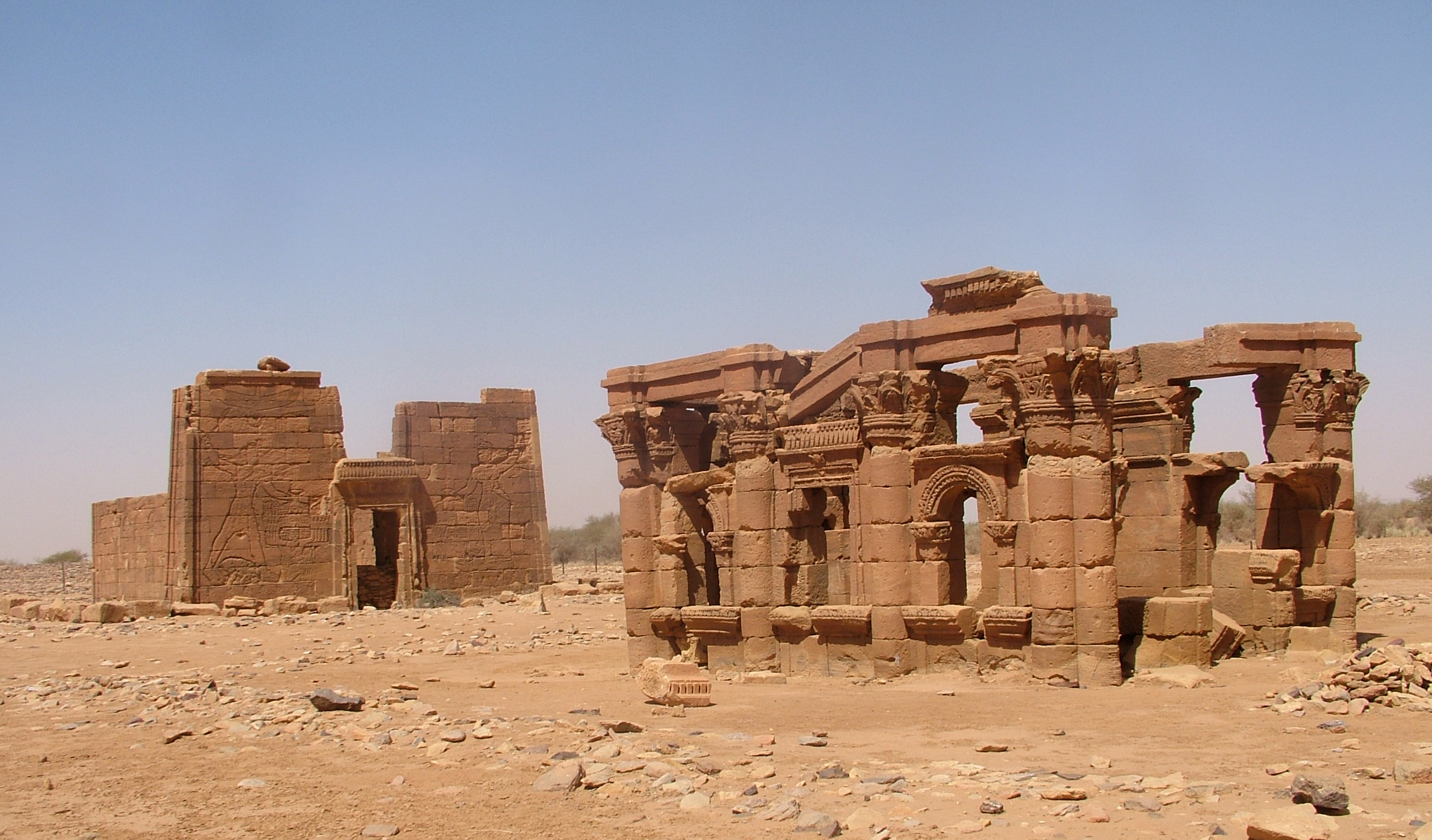
معبد اباداماك في النقعة وأمامه المعبد الروماني

النقعة أو نقعة (بالإنجليزية an-Naqʿa) مدينة اثرية سودانية قديمة كانت أحد مدن المملكة الكوشية في مروي، تبعد حوالي 170 كيلو متر شمال شرق العاصمة السودانية الخرطوم و 50 كيلو متر إلى الشرق من نهر النيل، وإلى الشمال من منطقة ود بانقا ويكون الموقع تحديداً عند التقاء وادي العوتيب الرئيسي القادم من منطقة البطانة  بالأودية الصغيرة المتجهة لنهر النيل
تعتبر المنطقة محطة تجارية وموقع إستراتيجي ويتضح هذا جلياً من كميات الآثار الهائلة التي وجدت أن المنطقة كانت أحد مداخل مملكة كرمة[ ؟ ] التي كانت بدورها تلعب دور الجسر[ ؟ ] بين دول العالم الوسيط وأفريقيا في ذلك الزمان، وبالموقع آثار جديرة بالملاحظة مثل معبد أباداماك ومعبد آمون المعبد الروماني .

## الإستكشاف

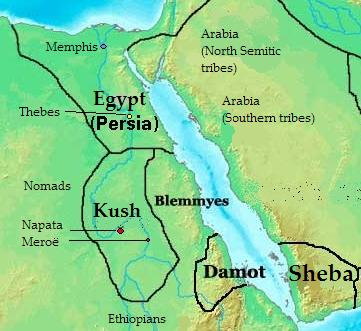
خريطة الممالك والدول والقبائل في أفريقيا 400 قبل الميلاد

وصل أول الرحالة الأوربيين إلى النقعة عام 1822 م، ثم وصل بعد ذلك الأمير الألماني الرحالة هيرمان فورست في العام 1837 م، تلي ذلك زيارة العالم الألماني الرائد كارل ريتشارد بسيوس في العام 1843 م مصحوباً بالبعثة البروسية للسودان ومصر وقام بنسخ النقوش والتماثيل الموجودة في الموقع.
وفي العام 1958 م قام فريق من جامعة هومبولدت في برلين بزيارة النقعة وتوثيق الموقع وترميم أجزاء من المعابد في النقعة والمصورات الصفراء المجاورة حتى العام 1960 م. ومنذ العام 1995 م يجري التنقيب في المدينة عبر فريق ألماني- بولندي وبمشاركة متحف برلين المصري والمؤسسة البروسية للثقافة والتراث، ويشرف على البعثة البروفسير ديترك فيلدونج وضمن عضويتها عالم الآثار البولندي ليش كورسيانك ومجموعة صغيرة من الآثاريين البولندين من بوزنان، ويجري تمويل البعثة عن طريق مركز الأبحاث الألماني (Deutsche Forschungsgemeinschaft).

## المباني

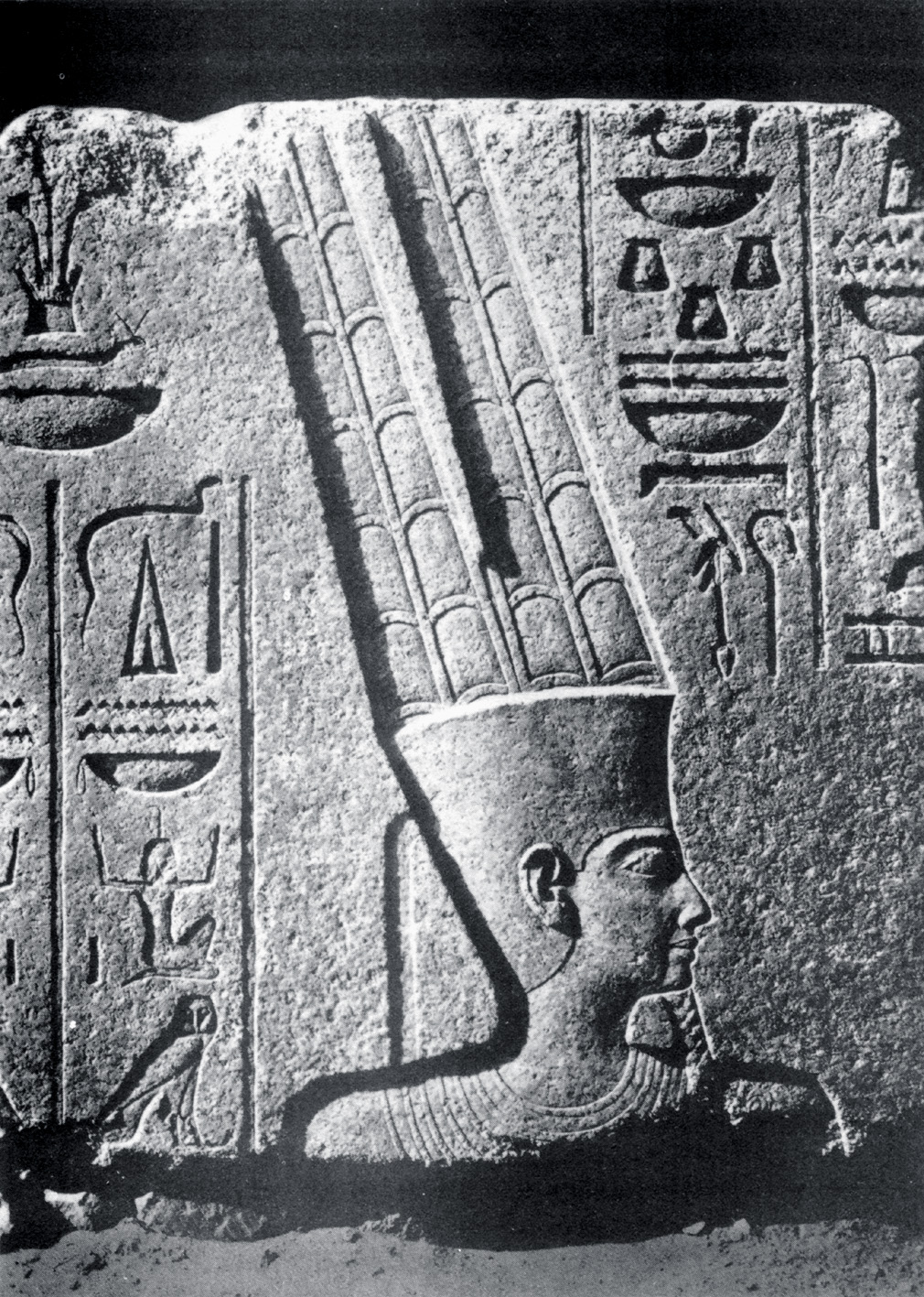
أحد المعابد الرئيسية في النقعة خصص لعبادة آمون رع

تضم النقعة معابد مروية متعددة تمتد إلى ما بين القرن الرابع قبل الميلاد وحتى القرن الرابع الميلادي، وتوضح الآثار أن النقعة كانت موقع تكتل مدني وأرضاً للمدافن وقد حدد علماء الآثار منطقة النقعة كأحد أهم المراكز الحضارية في أفريقيا. وقد تم العثور بين الحطام على العديد من المعابد لكن أهمها على الإطلاق هما المعبدين الذين لا يزالا بحالة جيدة حتى اليوم معبدي أباداماك وآمون .

## معبد آمون

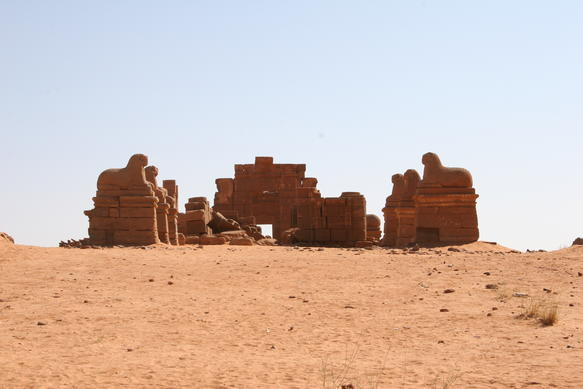
معبد امون في النقعة

شيد في عهد الملك النوبي نتكاماني بطول 100 متر من الحجر الرملي وتطل مخارجه للاتجاهين الشرقي والغربي وبه العديد من التماثيل للملك نفسه، جرى تصميمه على الطراز المصري مع ساحة خارجية وطريق الكباش تشبه معبد آمون في جبل البركل والكرنك[ ؟ ] ويقود المدخل الرئيسي إلى صالة ذات أعمدة تحتوي محراب داخلي ومقصورة. وبالبوابة الرئيسية والحوائط منحوتات تساعد المبنى على تحمل الضغط والوزن.
في العام 1999 م جرى استكشاف المعبد والمقصورة الداخلية بواسطة فريق ألماني-بولندي وعثروا في المحراب على أسماء الملك نتكاماني وزوجته الملكة أماني تيري وأسماء النحاتين وصناع التماثيل .، كما اكتشف الفريق المذبح الموجود في المعبد والذي كان يعد فريداً في زمانه في السودان ومصر. وعثر على التمثال الخامس للملك نتكاماني داخل أحد الغرف مع مسلة تزكارية للملكة أماني شكتو أم الملك نتكاماني، وقد اعتبرت هذه المسلة أحد أجمل نماذج الفن المروي التي عثر عليها يوماً، وتظهر واجهة المسلة الملكة وهي تتلقى المساعدة من الألهة خصوصاً الإله اباداماك المحارب بوجه الأسد، فيما كتبت الجوانب الأخرى من المسلة لغة مروية وهي لغة لا تزال شفرتها عصية على العلماء حتى الآن.
وعثر على معبد آخر لآمون في النقعة وتمت تسميته آمون 200 ويجري تنقيبه منذ العام 2004 وقد ثبت أنه شيّد بواسطة الملكة النوبية أماني كيراكرم وهو متطابق على نحو واضح بمعبد آمون في النقعة ويعود تاريخه للقرن الثاني أو الثالث الميلادي، وعثر فيه على العديد من المقتنيات التي تناقض السرد التاريخي الحالي للحضارة النوبية وتزيد من غموض التسلسل الزمني للحضارة النوبية الغامض أصلاً حتى اليوم.
وبعد التنقيب وأعمال الترميم التي جرت على مدى عقد من الزمان استعادت السلطات السودانية المواقع والمقتنيات من البعثة بتاريخ 01 ديسمبر 2006 وأصبح الموقع تابعاً لوزارة الثقافة السودانية.

## معبدأباداماك
اباداماك هو إله الحرب لدى النوبيين القدماء، وهو عبارة عن رجل بجسد محارب ورأس أسد، استخدم كوصي مقدس على الملوك والأمراء والزعماء خصوصاً الراحلين منهم فمن يمس قبورهم فإن أباداماك سوف يلعنه.
يقع المعبد إلى الشرق من معبد آمون، ويعتبر مثالاً للمعمار الكوشي القديم، فالواجهة الأمامية عبارة عن بوابة[ ؟ ] واسعة تصور الملك نتكامانى والملكة أماني تيري وأسد رمزي تحت أقدامهم يحاصران أسرى من اليمين[ ؟ ] واليسار، لكن الأسرى بملامح غير واضحة، وقد وضع العلماء تصوراً عن كون السجناء إنما هم أفراد من القبائل الصحراوية التي كثيراً ما تصادمت المملكة الكوشية معهم، وعلي حواف البوابة الرئيسية يظهر تمثيل جميل لأباداماك يخرج من اللوتس المقدس، كما يظهر على جوانب المعبد أيضاً مجتمعاً مع الملك ومع الإله آمون وحورس .
وفي الحائط الخلفي للمعبد يوجد الرسم الأكبر لأباداماك وهو يتلقى النذور من الملك والملكة، ويظهر أيضاً بثلاثة روؤس وأربعة سواعد، ويوجد داخل المعبد أيضا نحت للإله سيرابيس يظهر بلحية يونانية- رومانية[ ؟ ]، ويظهر إله متوج غير معروف يعتقد بأنه فارسي.
وعلى الرغم من التأثير القوي للمعمار الفرعوني على المعبد لكن النحوت التي تخص الملك والملكة أبرزت الاختلافات الواضحة بين الحضارة الكوشية والحضارة الفرعونية، حيث يظهر الملك والملكة معصوبي الروؤس ومكشوفي الأكتاف، وفي جدارية الملكة أماني تيري تظهر الملكة عريضة الوركين على نحو غير اعتيادي وهذا ما يطابق الفن الأفريقي أكثر من الفرعوني، بالتالي فإن معبد أباداماك في النقعة يعكس انصهار الثقافات معاً وفق التأثير الكوشي، خصوصاً إذا أخذنا في الاعتبار المعبد الروماني المجاور والمتأثر بوضوح بالحضارة الرومانية والحضارة الأغريقية، هذا فضلاً عن خروج أباداماك من اللوتس المقدس يعتبر عملاً غير اعتيادي أيضاً. وقد اعتقد الرحالة الأوائل الذين زاروا النقعة أن هناك تأثير واضح للحضارة الهندية في المعابد مما جعل النقعة ممراً محتملاً للتجارة بين أفريقيا والهند عبر ميناء أدلوس التاريخي في أريتريا ولكن كل هذه الصلات المحتملة رفضت بعد العديد من الدراسات التحليلية.

## المعبد الروماني

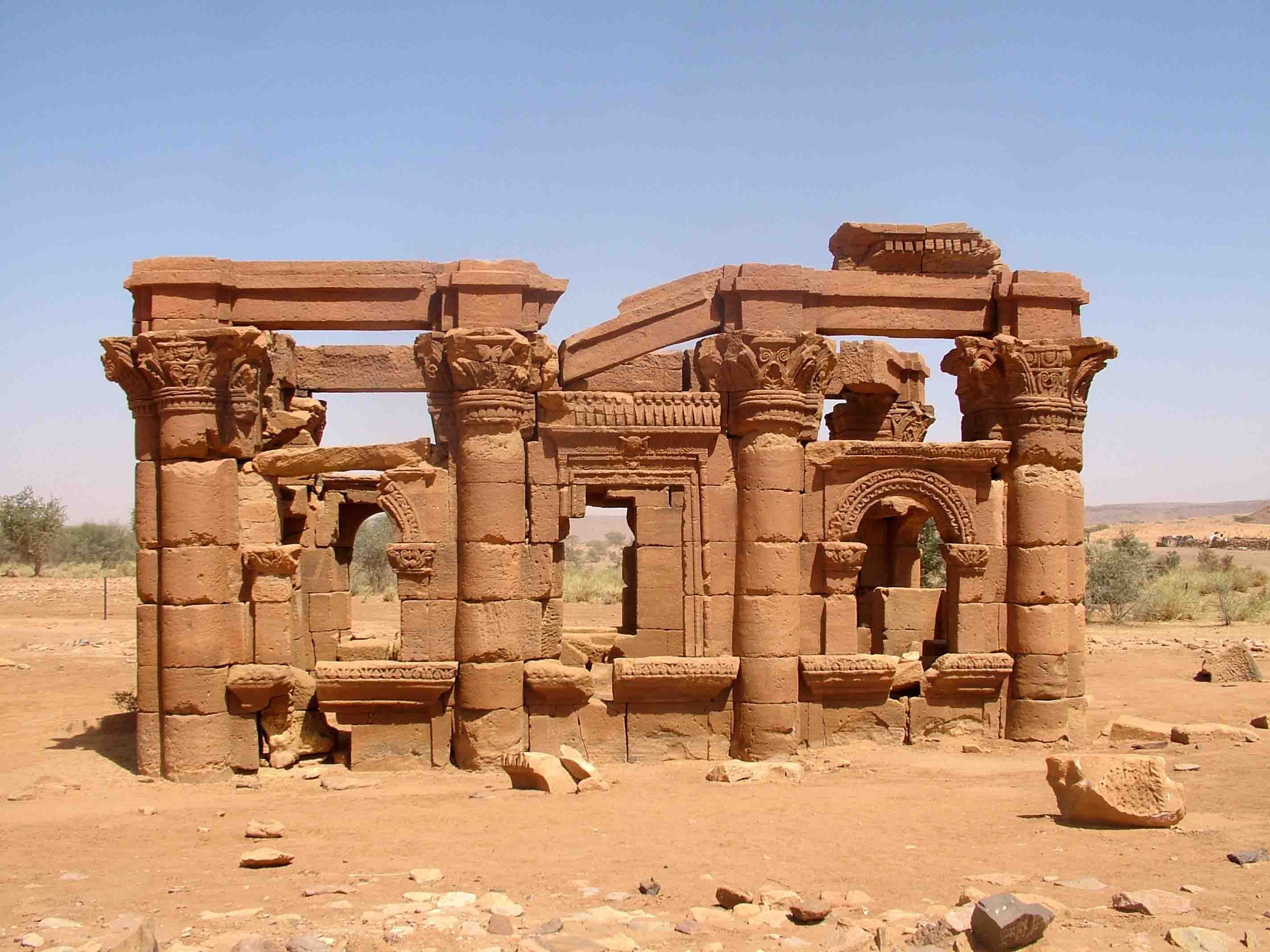
المعبد الروماني

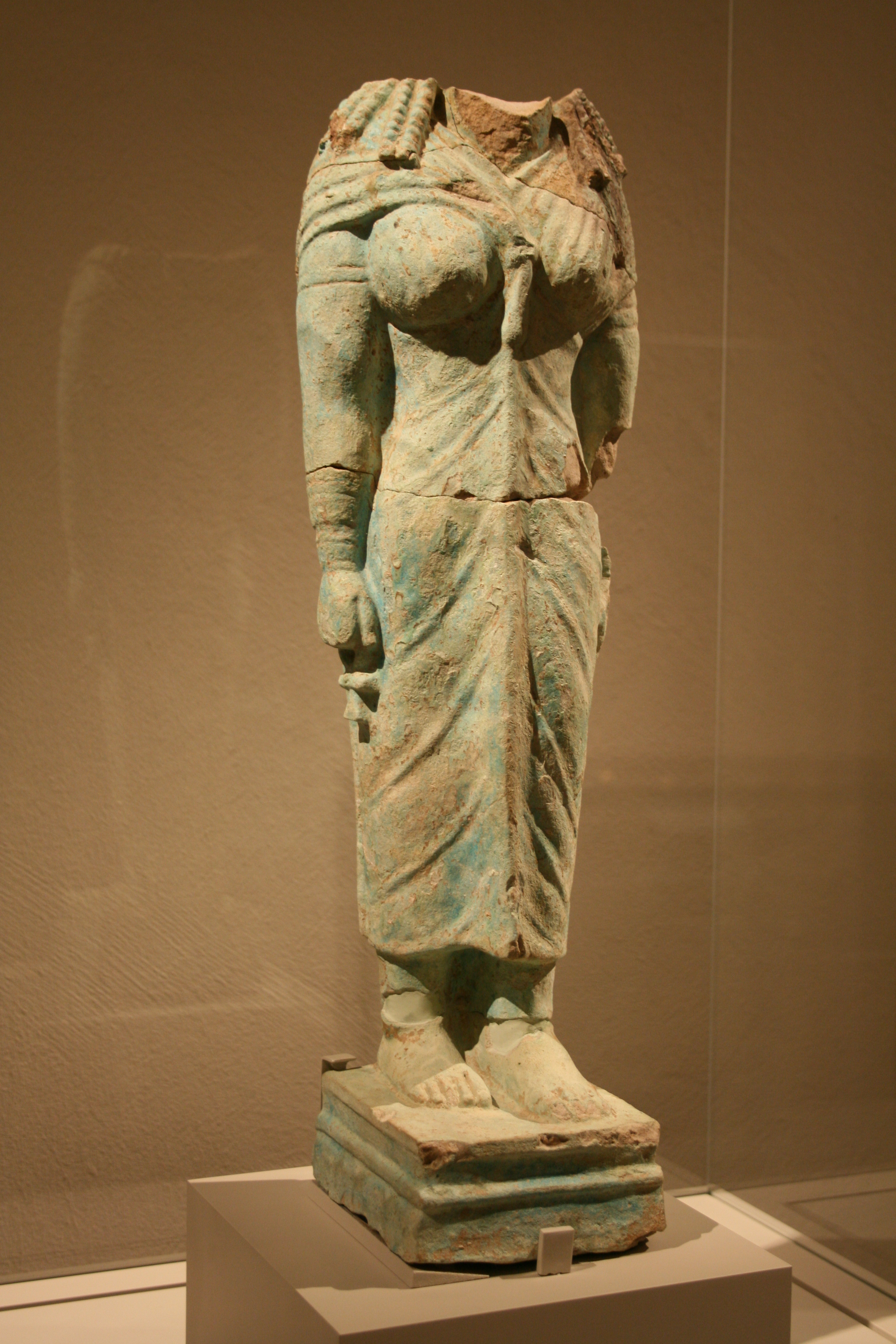
تمثال إيزيس عثر عليه في النقعة، ويعرض الآن في متحف برلين المصري

هو معبد صغير جوار المعبد الرئيسي معبد اباداماك وبه عناصر تربطه بوضوح بالحضارة الهلنستية، فالمدخل فرعوني التصمصم وقمته عتبة بها صفوف من الصل المقدس ولكن الجوانب تتكون من أعمدة على نظام كورنثي تم تزيين قمته بالزهور[ ؟ ] ونوافذ مقوسة على النظام الروماني.
واكتشف مؤخراً أن المعبد كان قد صمم لعبادة الإله حتحور وقد دلل على ذلك اكتشف في المعبد تمثال الإله ايزيس آلهة الأمومة والخصوبة لدى قدماء المصريين والتي تعتبر كرمز للأم[ ؟ ] والزوجة ومحرك للطبيعة والسحر، وتتقاسم مع الإله حتحور العديد من الصفات وقد انتشرت عبادتها على نحو واسع في العالمين الاغريقي والروماني.

## المعبد 500
عثر أيضاً على معبد من الحجر الرملي يقف عند منحدرات جبل النقعة واطلق عليه اسم المعبد 500، وبني في عهد الملكة النوبية شانا داخت حوالي العام 135 قبل الميلاد وهذا مايجعله الاثر الأقدم في النقعة، ولم يطلق عليه اسم لكون ان جميع كتابته نحتت باللغة الهيروغليفية المروية وبمقارنة الآثار فإن المعبد كان مكرساً لأبناء طيبة لعبادة الألهة الثلاث امون وموط[ ؟ ] وخونسو، فضلاً عن اباداماك. في العام 1834 م عثر صائد الكنوز الإيطالي جوزيبي فريليني على كنز من المقتنيات داخل المعبد وقد تعرضت للعديد من الأضرار ويجري ترميمها ودراستها حتي اليوم.

## معرض صور

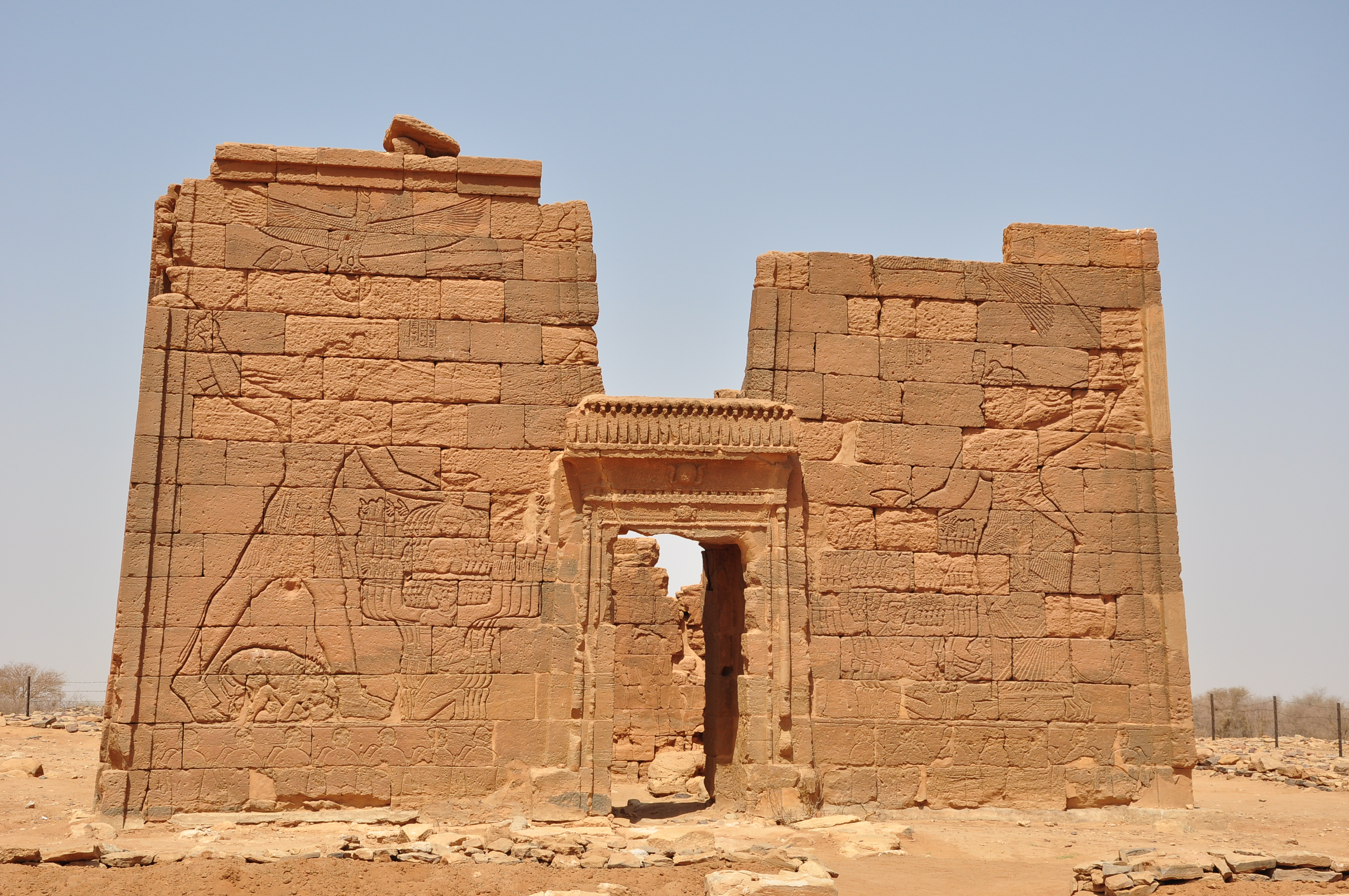
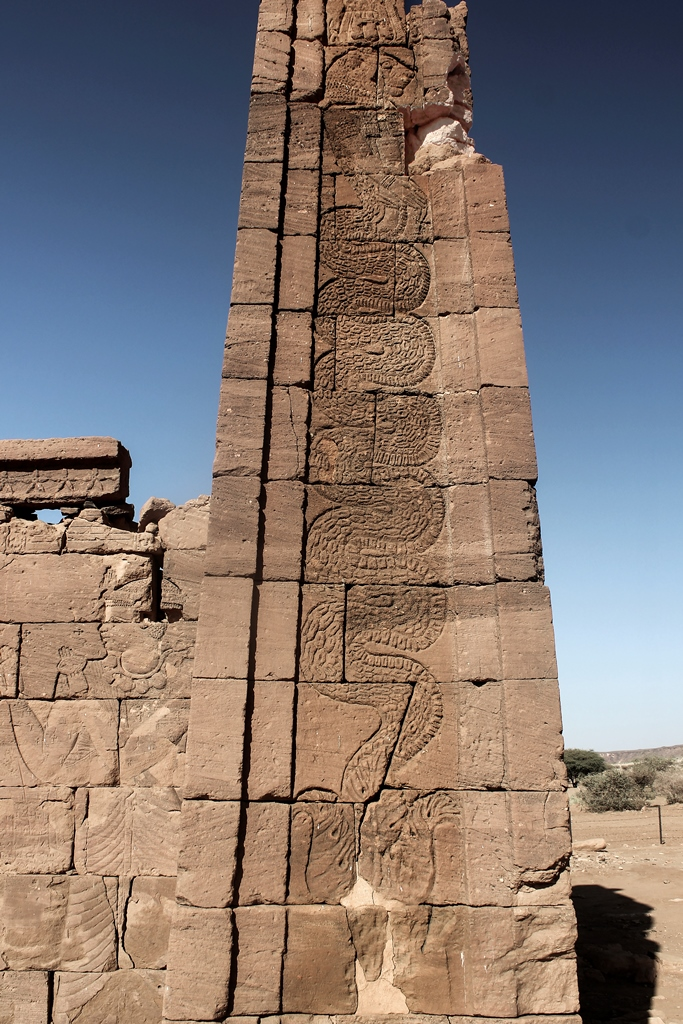
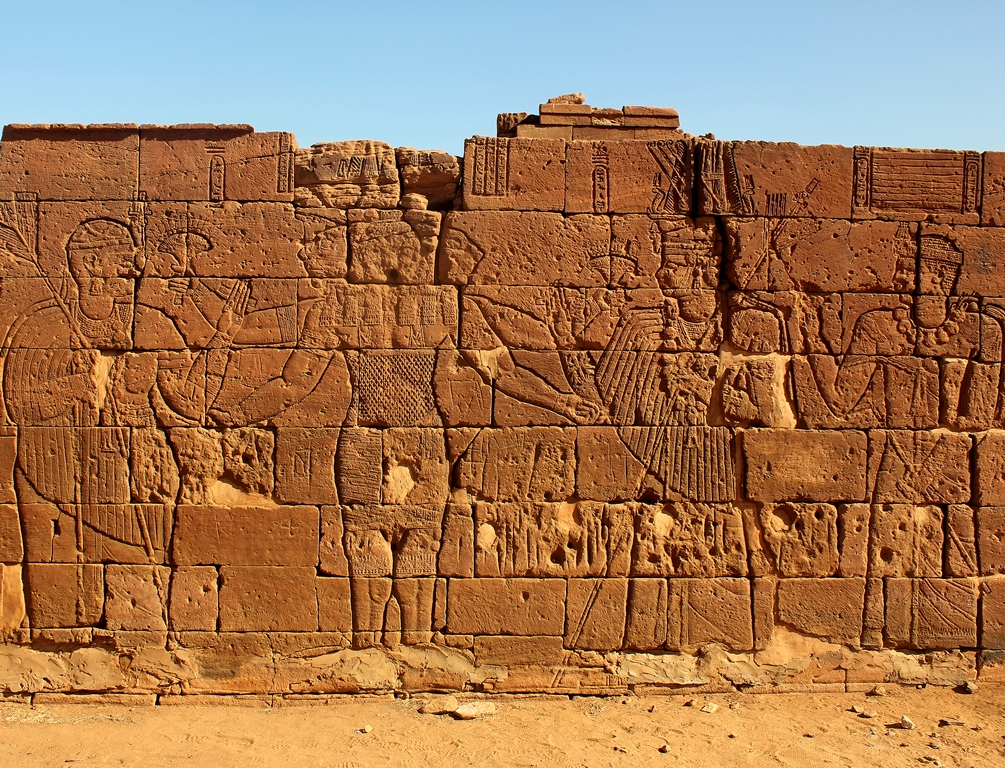

## وصلات خارجية
- متحف بوزنان للآثار
- صور المعابد
- الحصيلة الكبيرة من الصور الفتوغرافية
- صور النقعة عام1905 –1907 من المعهد الشرقي